# 鄭龍水
鄭龍水（1959年12月7日—），台灣政治人物、社會福利工作者。曾任社會福利黨首任暨末任黨主席（2015年8月-2020年4月），也是全世界第一位視障國會議員，創辦愛盲文教基金會以及中華民國國內第一本有聲雜誌《迴聲》，推動成立中華視障聯盟、台灣公益聯盟等。

## 经历
出生於高雄市茄萣區，幼時因罹患青光眼導致雙目失明，然而幸運獲得王福生老師及許多師長與同學的耐心啟蒙和協助，加上本身強烈的求知慾和上進心，不但完成九年義務教育，以第一志願考上台南第二中學（身障生特考），三年後更以榜首考取淡江大學中國文學系（身障生特考），並完成大學學業。2008年考進國立台灣大學國家發展研究所攻讀碩士，並於2017年於該所取得博士學位，成為國立台灣大學第一位盲人博士。
鄭龍水於1987年創辦台灣第一本有聲雜誌《迴聲》，續於1990年推動成立愛盲文教基金會，成為第一個專為台灣視障者爭取權益和福利、培養專業職能的基金會，接著於1992結合台灣所有視障團體成立中華視障聯盟。
鄭龍水雖為全盲的視障者，但因其豐富的經歷和卓越的表現，獲得新黨網羅擔任立法院第三屆和第四屆立法委員（1995-2002），並三次入選十大優秀立委；任立法院教育委員會召集委員；擔任一屆新黨立法院黨團總召集人、四任副總召集人；立法院跨黨派兩岸台商權益促進會創會會長；立法院瑞典與台灣國會議員聯誼會副主席。
鄭龍水為了透過立法和政策保障身心障礙者和弱勢的權益和福利，2015年和白秀雄、古允文等社會福利與身心障礙界代表共創社會福利黨，並任黨主席。
2017年，鄭龍水結合台灣社會福利界成立台灣公益聯盟。
2018年至2023年，鄭龍水擔任中華泛藍協會第一屆理事長。 

## 制定及修改法條
鄭龍水先生擔任立法委員期間，制定及修改許多的法案，其中包括：  
- 修訂《特殊教育法》。
- 修訂《殘障福利法》為《身心障礙者保護法》。
- 修訂《老人福利法》。
- 推動《社會工作師法》之立法。
- 推動《職能治療師法》之立法。
- 推動《職業災害勞工保護法》之立法。
- 推動《廢棄物清理法》之立法。(擔任政黨協商召集人)
- 推動《災害防救法》之立法。(擔任政黨協商召集人)
- 提案、推動並立法完成，促使行政院設立「體育委員會」等。

## 獲頒殊榮及獎項
- 1983年淡江大學第一位獲贈服務獎的殘障同學。
- 1985年榮獲台灣省政府教育廳頒發「台灣省傑出自強人士楷模」。
- 1987年榮獲台灣省政府社會處頒發「第二屆金毅獎」。
- 1989年當選中華民國十大傑出殘障青年。

## 外部連結
- 立法院 （页面存档备份，存于）